# Роня, дочка розбійника
«Роня, дочка розбійника» (швед. Ronja Rövardotter) — казкова книга шведської дитячої письменниці Астрід Ліндґрен, вперше опублікована в 1981 р.

## Сюжет
Роня — єдина дочка розбійника Матіса. Ватага Матіса мешкає посеред лісу в старому замку. Крім Роні і Матіса в замку мешкає Ловіса, мудра й турботлива мати Роні. Старий розбійник Лисий Пер, який користується повагою Матіса та вважає, що розбійницьке ремесло колись завершиться погано. Та ватага грубих та брудних розбійників, які, попри своє ремесло, дуже добре ставляться до Роні.
Роня зростає улюбленицею всіх мешканців замка. Одного дня вона дізнається, що люди, яких грабують, плачуть. З цього дня вона не хоче ставати розбійницею, коли стане дорослою.
Клан Матіса здавна ворогує з кланом Борки, який теж займається грабіжництвом в цих лісах. Одного дня випадково Роня бачить хлопчика Бірка, сина Борки, на іншій стороні замку, який відділений від помешкань Матіса Пекельною прірвою. Звістка, що Борка зі своєю ватагою оселився в іншій частині замку, дуже розлютує Матіса. Проте Бірк та Роня з часом становляться друзями, що вони приховують від батьків, бо пам'ятають про ворожнечу кланів. Але одного дня їх таємниця розкривається. Розбійники Борк та Матіс не можуть прийняти дружбу дітей. Тому діти вирішають втекти до лісу, де вони переховуються у печері.
Роня та Бірк проходять через сварки та примирення, турботу за майбутнє та смуток через розірвані стосунки з батьками, та після всіх випробувань залишаються вірними один одному. Ліс наповнений чарівними та іноді небезпечними створіннями. З приходом зими діти мають замерзнути. Бірк вмовляє Роню повернутись до замку, але вона не хоче йти одна без нього. Проте тут до них приходить сам Матіс, який дуже сумував через сварку з Ронею, та просить їх повернутися.
Після повернення дітей до замку Матіс та Борка примирюються. Роня і Бірк, до незадоволення своїх батьків, дають обіцянку не ставати розбійниками, коли вони стануть дорослими.

## Екранізації
- 1984 — вийшов шведський однойменний фільм режисера Таґе Даніельсона
- 2014 — однойменний аніме-серіал мультиплікатора Міядзакі Ґоро.

## Видання українською
- Астрід Ліндгрен. Роня, дочка розбійника. Переклад зі шведської Ольги Сенюк. Худ. Лідія Голембовська. Київ, «Веселка», 1987. — 167 с.
- Астрід Ліндґрен. Роня, дочка розбійника. Переклад зі шведської Ольги Сенюк. Худ. Азат Мінікаєв. Київ, «Махаон-Україна», 2009. — 232 с. ISBN 978-611-526-059-1
- Астрід Ліндґрен. Роня, дочка розбійника. Переклад зі шведської Ольги Сенюк. Худ. Азат Мінікаєв. Київ, «Махаон-Україна», 2015. — 160 с. ISBN 978-617-7200-82-5
- Астрід Ліндґрен. Роня, дочка розбійника. Переклад зі шведської Дениса Суворова. Ілюстрації Кацуя Кондо. Київ, «Рідна мова», 2019. — 104 с. ISBN 978-966-917-386-7